# Марко Фідель Суарес
Марко Фідель Суарес (ісп. Marco Fidel Suárez; 23 квітня 1855 — 3 квітня 1927) — колумбійський письменник, поет, філософ, державний і політичний діяч, дев'ятий президент Колумбії.

## Біографія
Народився 1855 року в місті Белло (Антіокія). Походив з бідної родини: його мати була пралею, а його заможний батько відмовився визнавати Марко своїм сином. Його мати не мала кошти на освіту сина, тому хлопчик був змушений спостерігати за заняттями в школі крізь вікно. Потім, однак, він зміг здобути середню освіту. Згодом Суарес вступив до католицької семінарії в місті Ла-Сеха, а після її закриття перевівся до семінарії Медельїна.
В 1870-их роках брав участь у громадянському конфлікті в Антіокії на боці полковника Брауліо Харамільйо. Отримав звання лейтенанта.
Окрім іншого, Суарес був відомим і шанованим філологом, філософом, поетом, письменником і вчителем. Його поряд із Руфіно Хосе Куерво та Мігелем Антоніо Каро вважають найвпливовішими теоретиками іспанської граматики в Колумбії. Найвідомішою літературною працею Суареса вважається «los Sueños de Luciano Pulgar» (1926).
1918 року Суареса було обрано на пост президента країни. На посаді голови держави впровадив так звану політику «Північної зірки», що мала пов'язати зовнішню політику Колумбії з зовнішньою політикою США.
В той період його політичні опоненти з Консервативної партії, передусім Лауреано Гомес, спекулювали на його походженні, називаючи його незаконнонародженим, а також намагались представити його як корумпованого політика. Водночас державний секретар Антоніо Гомес Рестрепо заявив, що Суарес «…завжди буде законним президентом Колумбії».
За ініціативою президента було узаконено податок на доходи. 1919 року в усій країні почав працювати радіотелеграф. Суарес дуже захоплювався авіацією. 1919 року він ініціював закон, відповідно до якого було започатковано комерційні авіаперевезення, що дозволило здійснювати міжнародні авіарейси та поштові перевезення. За рік президент запросив до Колумбії французьких інструкторів для підготовки фахівців повітряних сил Колумбії.
Вийшов у відставку в листопаді 1921 року. Після того займав пост міністра закордонних справ (1926-1927). Помер у квітні 1927 року в Боготі.